# Daihatsu Rocky
Daihatsu Rocky byl malý terénní automobil, který v letech 1987 až 1998 vyráběla japonská automobilka Daihatsu. Vyráběl se ve dvou generacích.

## Popis
Příbuzným vozem byla Toyota Blizzard. Původně se dodával s zážehovým motorem o objemu 2 litry, později přibyly vznětové agregáty Toyota. Rocky měl připojitelný pohon všech kol, redukční převodovku a karoserií posazenou na žebřinovém rámu. Nápravy byly tuhé s listovými pery. V roce 1993 se představila druhá generace, která byla upravena pro lepší jízdní vlastnosti na silnici. Rocky II mělo nezávisle zavěšená přední kola. Karosářské veze byly dvoudveřový hardtop, třídveřové kombi a dvoudveřový pick-up. Od roku 1996 přibylo Rocky Longbody s prodlouženým rozvorem.
Později byl vůz upraven designérskou firmou Bertone. S odlišným designem a motory od BMW byl vůz prodáván pod názvem Bertone Freeclimber.